# Jozefa
Jozefa of Josepha (soms verkort tot Zefa) is de vrouwelijke variant van Jozef. Deze Hebreeuwse naam betekent "Jahweh voege toe, geve vermeerdering".

## Bekende naamdraagsters
- Josepha van Oostenrijk
- Jozefa van Houtland, pseudoniem van Lydia Schoonbaert
- Zuster Leontine, geboren als Jozefa de Buysscher
- Wilhelmina Janneke Josepha de Leeuw
- Josefa Dvořák, vroeg overleden kind van Antonin Dvořák, waardoor hij geïnspireerd werd om een Stabat Mater te schrijven
- zuster Maria-Jozefa (1883-1961), dichteres
- Josefa Menéndez